# Liste der Lieder von Jamelia
Dies ist die Liste der Lieder der britischen Pop-Sängerin Jamelia. Aufgelistet sind alle Lieder ihrer Alben Drama (2000), Thank You (2003), Walk with Me (2006), Superstar – The Hits (2007) und The Collection (2009). Ausgenommen sind alle Remixe und verschiedene Versionen ihrer Lieder.
Die Reihenfolge der Lieder ist nach dem Alphabet sortiert und gibt Auskunft über die Urheber.

## A
| # | Titel                               | Autoren                                                         | Album           | Jahr |
| - | ----------------------------------- | --------------------------------------------------------------- | --------------- | ---- |
| 1 | Ain’t a Love                        | Joe Belmaati, Jamelia, Mich Hansen, Matt Prime, Hannah Robinson | Walk with Me    | 2006 |
| 2 | Antidote                            | Jamelia Davis, Colin Emmanuel                                   | Walk with Me    | 2006 |
| 3 | Ayo Superstar B-Seite auf Superstar | Jamelia, JO Aka 'Oready'                                        | Non Album Track | 2003 |

## B
| # | Titel                                     | Autoren                                                              | Album        | Jahr |
| - | ----------------------------------------- | -------------------------------------------------------------------- | ------------ | ---- |
| 1 | B.I.T.C.H.                                | Jamelia Davis, Jens Lomholt                                          | Thank You    | 2003 |
| 2 | Bad                                       | Jamelia Davis, JD aka 'Dready'                                       | Thank You    | 2004 |
| 3 | Beware of the Dog erschien als Single     | Depeche Mode, Karen Poole, Stuart Crichton, Jamelia, Tommy Lee James | Walk with Me | 2006 |
| 4 | Bounce                                    | Marc Smith, Sylvia Bennett Smith, Dane Bowers                        | Thank You    | 2003 |
| 5 | Bout erschien als Single, feat. Rah Digga | Jamelia Davis, Colin Emmanuel                                        | Thank You    | 2003 |
| 6 | Boy Next Door erschien als Single         |                                                                      | Drama        | 2000 |

## C
| # | Titel                       | Autoren                                                 | Album     | Jahr |
| - | --------------------------- | ------------------------------------------------------- | --------- | ---- |
| 1 | Call Me erschien als Single | Jamelia, Lee Bennett, Roger King                        | Drama     | 2000 |
| 2 | Club Hoppin’                | Ali Tennant, Jamelia Davis, Jens Lomholt, Philip Denker | Thank You | 2003 |
| 3 | Cutie                       | Jamelia Davis, Colin Emmanuel                           | Thank You | 2003 |

## D
| # | Titel       | Autoren | Album        | Jahr |
| - | ----------- | --- | ------------ | ---- |
| 1 | Dirty Dirty | Tony Henry, Jamelia                                                                                                  | Thank You    | 2003 |
| 2 | DJ          | Soulshock, Kenneth Karlin, Philip White, Alex Cantrall, Olivia Longott                                               | Thank You    | 2004 |
| 3 | Do Me Right | Jamelia, Afrika Bambaataa, Matt Prime, Hannah Robinson, S. Albert, Rob Myers, Sid Barcelona, Jon Horvath, Sid Raskin | Walk with Me | 2006 |

## G
| # | Titel           | Autoren                              | Album           | Jahr |
| - | --------------- | ------------------------------------ | --------------- | ---- |
| 1 | Get Up, Get Out | Soulshock, Kenneth Karlin, Jamelia   | Walk with Me    | 2006 |
| 2 | Gettin’ Started |                                      | Non Album Track |      |
| 3 | Go              | Jamelia                              | Walk with Me    | 2006 |
| 4 | Got It so Good  | Jamelia, Matt Prime, Hannah Robinson | Walk with Me    | 2006 |

## H
| # | Titel  | Autoren                              | Album        | Jahr |
| - | ------ | ------------------------------------ | ------------ | ---- |
| 1 | Hustle | Jamelia, Matt Prime, Hannah Robinson | Walk with Me | 2006 |

## I
| # | Titel                    | Autoren                                 | Album | Jahr |
| - | ------------------------ | --------------------------------------- | ----- | ---- |
| 1 | I Do erschien als Single | Jamelia, Colin Emmanuel, Daniel Debourg | Drama | 1999 |

## K
| # | Titel        | Autoren                                      | Album        | Jahr |
| - | ------------ | -------------------------------------------- | ------------ | ---- |
| 1 | Know My Name | Soulshock, Karen Poole, Peter Biker, Jamelia | Walk with Me | 2006 |

## L
| # | Titel                          | Autoren                       | Album            | Jahr |
| - | ------------------------------ | ----------------------------- | ---------------- | ---- |
| 1 | La La Love                     | Fraser T Smith, Nina Woodford | Walk with Me     | 2006 |
| 2 | Last Christmas Cover von Wham! | George Michael                | Kerst met ballen | 2004 |
| 3 | Life                           | Jamelia Davis, Colin Emmanuel | Thank You        | 2003 |
| 4 | Loving Me                      |                               | Non Album Track  | 2012 |

## M
| # | Titel                                       | Autoren                                              | Album | Jahr |
| - | ------------------------------------------- | ---------------------------------------------------- | ----- | ---- |
| 1 | Money erschien als Single, feat. Beenie Man | Jamelia, Colin Emmanuel, Moses Davis, Daniel Debourg | Drama | 2000 |

## N
| # | Titel                       | Autoren                                                   | Album           | Jahr |
| - | --------------------------- | --------------------------------------------------------- | --------------- | ---- |
| 1 | No More erschien als Single | Stuart Crichton, Jamelia, Tommy Lee James, The Stranglers | Walk with Me    | 2006 |
| 2 | Numb Cover von Linkin Park  | Linkin Park                                               | Non Album Track | 2006 |

## O
| # | Titel                     | Autoren                       | Album     | Jahr |
| - | ------------------------- | ----------------------------- | --------- | ---- |
| 1 | Off da Endz feat. Asher D | Jamelia Davis, Colin Emmanuel | Thank You | 2003 |

## S
| # | Titel                                      | Autoren                                           | Album                              | Jahr |
| - | ------------------------------------------ | ------------------------------------------------- | ---------------------------------- | ---- |
| 1 | See It in a Boy’s Eyes erschien als Single | Jamelia Davis, Chris Martin                       | Thank You                          | 2004 |
| 2 | So High erschien als Single                | Jamelia, R. King, Stepz                           | Non Album Track                    | 1999 |
| 3 | Something about You erschien als Single    | Soulshock, Peter Biker, Jamelia                   | Walk with Me                       | 2006 |
| 4 | Stop! erschien als Single                  | Sam Brown, Gregg Sutton, Bruce Brody              | Bridget Jones – The Edge of Reason | 2004 |
| 5 | Straight Ahead feat. Kool & The Gang       | Kool & The Gang, Ronald Bell, James "J.T." Taylor | The Hits: Reloaded                 | 2004 |
| 6 | Superstar erschien als Single              | Remee, Joe Belmaati, Mich Hansen                  | Thank You                          | 2003 |

## T
| # | Titel                                         | Autoren                              | Album     | Jahr |
| - | --------------------------------------------- | ------------------------------------ | --------- | ---- |
| 1 | Taxi                                          | Karen Poole, Jimmy Hogarth           | Thank You | 2003 |
| 2 | Thank You erschien als Single                 | Carsten Schack, Jamelia, Peter Biker | Thank You | 2003 |
| 3 | Thank You erschien als Single, feat. Singuila | Carsten Schack, Jamelia, Peter Biker | Duos      | 2004 |

## U
| # | Titel                                                     | Autoren                                                            | Album           | Jahr |
| - | --------------------------------------------------------- | ------------------------------------------------------------------ | --------------- | ---- |
| 1 | Universal Prayer erschien als Single, feat. Tiziano Ferro | Tom Nichols, Mikkel SE, Tor Erik Hermansen, Tiziano Ferro, Jamelia | 111 Centoundici | 2004 |

## W
| # | Titel           | Autoren                              | Album        | Jahr |
| - | --------------- | ------------------------------------ | ------------ | ---- |
| 1 | Window Shopping | Jamelia, Matt Prime, Hannah Robinson | Walk with Me | 2006 |